# Menophra rhizolitharia
Menophra rhizolitharia là một loài bướm đêm trong họ Geometridae.